# Ateleute clypearis
Ateleute clypearis är en stekelart som först beskrevs av André Seyrig 1952.  Ateleute clypearis ingår i släktet Ateleute och familjen brokparasitsteklar. Inga underarter finns listade.